# Chiswick Press
Pour les articles homonymes, voir Chiswick.
Chiswick Press est une ancienne maison d'édition, imprimerie et fonderie britannique créée en 1811 et disparue en 1962, réputée sous l'époque victorienne pour la qualité de ses éditions. 

## Histoire
Charles Whittingham (1767-1840), éditeur depuis 1797 et cherchant à produire des ouvrages à moindre coût en en contrôlant la chaîne de fabrication, fonde Chiswick Press en 1811 à Chiswick, située à l'ouest du centre de Londres, un bourg où il avait déjà installé une fabrique de papier quelques années plus tôt, à côté d'un moulin. Ses premières productions sont de petits formats, de genre essentiellement littéraire, et ornés de gravures sur bois. Travaillant pour d'autres éditeurs comme Longman, Whittingham soigne la typographie, il a acheté une licence pour utiliser le Caslon, une police élégante et aérée. Il emploie son propre papier, privilégiant le genre Indian Paper, ultra-fin, qu'il fut le premier à utiliser pour le livre, et fait faire ses propres gravures taillées dans des blocs (vignettes, ornements, frontispices, estampes hors-texte) qu'il confie à des artistes comme Mary Byfield et son frère John. Vers 1824, il installe son imprimerie au centre de Londres, tout en conservant le siège de sa maison à Chiswick, où il mourra. Dans l'intervalle, il s'associe avec un autre éditeur, William Pickering (1796-1854), puisque ce dernier fait imprimer ses propres ouvrages par Whittingham avant 1829 ; ce sont des réimpressions de livres publiés originellement au XVIe siècle et XVIIe siècle, et que le public trouve à son goût. Se faisant, Pickering embauche le neveu du fondateur de Chiswick Press à son service, Charles Whittingham II (1795–1876), qui remplace en 1838 son oncle resté sans héritier, à la tête de l'entreprise. 
Durant cette deuxième époque, Chiswick Press connaît une croissance sensible. Whittingham II poursuit l'impression par la presse à bras, mais avec plus de machines, le tirage moyen passe de 500 à 1 000 exemplaires, le nombre d'employés s'élève à 25 personnes. Il fait fabriquer de nouvelles polices de caractère comme le Basle Roman (1854). En 1852, il transporte toutes les activités de la maison au 21 Took's Court, sur Chancery Lane, dans de plus grands locaux. Après le décès de Pickering qui avait lancé la mode des ouvrages revisitant l'esprit des manuscrits enluminés du Moyen Âge en en réimprimant — ces livres ne sont pas stricto sensu des fac-similés, ils sont en réalité recréer intégralement et en conformité avec l'original, puisque la photogravure n'existe pas encore —, Whittingham II forme son employé John Wilkins au poste de directeur-adjoint, position qu'il occupe jusqu'en 1869. Trois ans plus tard, Whittingham introduit la presse à vapeur, augmentant ainsi le tirage moyen de ses productions. La maison reçoit de plus en plus de commandes, soit de particuliers pour des catalogues, soit d'institutions,.
Après la mort de Whittingham, la maison est rachetée par George Bell & Sons, la direction est confiée à John Bell (mort en 1885), frère de George, qui la poursuit en respectant les spécificités du catalogue et les métiers qu'elle propose (papier, typographie, gravures), même si elle abandonne son statut de private press. Il est remplacé par Charles Thomas Jacobi (1853-1933) qui la dirige jusqu'en 1922. La marque « Charles Whittingham & Co. » est introduite, elle est synonyme de qualité et d'exception. Cependant, la photogravure est introduite vers 1910 même si le papier est toujours fait à la main ; en 1914-1915, du fait de la guerre, la maison se met en arrêt de production. L'activité reprend en 1916. La firme passe sous le giron de Eyre & Spottiswoode Ltd en 1944-1946 et se poursuit jusqu'en 1962.
William Morris en fondant Kelmscott Press en 1891 s'est inspiré du modèle économique du fondateur de Chiswick Press qui avait par le passé travaillé avec Morris en imprimant ses premières créations graphiques. Après la mort de ce dernier, Chiswick Press récupéra le fonds et le matériel.

## Quelques productions notables
- The Poetical Work of Robert Burns, 2 tomes, frontispice de Samuel Davenport, 1821.
- Hannah Mary Rathbone (en), The Diary of Lady Willoughby, 1845.
- [reprint, 1569] The Book of Common Prayer and Administration of the Sacraments and Other Rites and Ceremonies of the Church, together with the Psalter or Psalms of David, 100 bois gravés par Mary Byfield, Londres, coédition avec William Pickering, 1857.
- Emanuel Deutsch (dir.), Le Talmud, traduit en français par Théophile Baudaunas, Académie des bibliophiles, 1868.
- Robert Buchanan, The Life and adventures of John James Audubon, 1868.
- Dante Gabriel Rossetti, Ballads And Sonnets, 1881.
- William James Linton, The Masters of Wood-Engraving, 1889.
- William Morris, Art and the Beauty of the Earth, 1899.
- « The Chiswick Shakespeare », collection format poche, illustrée par Byam Shaw, 1899-1902.
- Seven lithographs by Clot from the water-colours of Auguste Rodin with a Chaplet of verse by Aleister Crowley, 1907.
- [fac-similés] Manuscrits enluminés de la collection de Henry Yates Thompson, entre 1900 et 1918.
- George Charles Williamson, Catalogue of the collection of miniatures : the property of J. Pierpont Morgan, 1911.